# 費多里夫卡 (扎波羅熱區)
48°5′3″N 35°1′49″E / 48.08417°N 35.03028°E
費多里夫卡（烏克蘭語：Федорівка）是位於烏克蘭東南部的村莊，由扎波羅熱州扎波羅熱区的希羅凱市鎮負責管轄。該村始建於1928年，面積9.32平方公里，海拔高度62米，2001年人口159，人口密度每平方公里17.1人。